# Leonardo Brício
Leonardo Brício (ur. 7 lipca 1963 roku w Rio de Janeiro, w stanie Rio de Janeiro) – brazylijski aktor i reżyser teatralny, znany w Polsce głównie z roli Ulissesa Sardinhy w telenoweli Barwy grzechu oraz jako Dawid w miniserialu Król Dawid (Rei Davi, 2014).

## Życiorys

### Wczesne lata
Syn Paulo i Lizy Brício, przyszedł na świat jako jeden z bliźniaków, ma siostrę Patricię oraz trzech starszych braci - Guilherme, Alexandre i Eduardo. Po raz pierwszy zrealizował swoją sztukę w 1984 roku. Studiował w Teatro Tablado przy 'O Tablado' w Rio de Janeiro pod kierunkiem Marii Clary Machado. 

### Kariera
Jego popularność przyszła wraz z udziałem w telewizyjnych produkcjach Rede Manchete, Rede Globo i Rede Record.
W 2002 wspólnie z Júniorem Sampaio wyreżyserował spektakl teatralny Ateneum (O Ateneu) i rok później w teatrze przygotował przedstawienie Bóg potepiony (Deus Danado, 2003/2004) według João Denyza. Samodzielnie zrealizował monolog Cadu Fávero Józef, co teraz? (José, e agora?, 2004) i sztukę szekspirowską Romeo i Julia (2005/2006).
W telenoweli Rede Record Obywatel brazylijski (Cidadão Brasileiro, 2006) wystąpił w roli ex-skazańca, który wdaje się w romans z żoną swojego brata.

## Wybrana filmografia
- 2012: Król Dawid jako Dawid
- 2004: Barwy grzechu jako Ulisses Sardinha
- 1996-1997: Dziedziczna nienawiść jako Henrico